# Bep du Mée
Elisabeth (Bep) du Mée (Amsterdam, 30 mei 1914 – Heeswijk-Dinther, 23 december 2002) was een Nederlandse sprintster, gespecialiseerd in de 100 m en de 4 x 100 m estafette. Haar grootste prestaties leverde ze in estafetteverband. Zo verbeterde ze tweemaal het Nederlandse record.

## Loopbaan
In 1931 verbeterde Du Mée met haar teamgenotes Lies Aengenendt, Cor Aalten, Tollien Schuurman als startloopster het Nederlandse record op de 4 x 100 m estafette tot 49,8 s. Een jaar later scherpte ze dit record in het Olympisch stadion van Amsterdam verder aan tot 49,4, met Jo Dalmolen, Cor Aalten en Tollien Schuurman.
Op de Olympische Spelen van 1932 in Los Angeles werd Bep du Mée op de 100 m in de series uitgeschakeld. Op de 4 x 100 m behaalde ze met haar teamgenotes Jo Dalmolen, Cor Aalten en Tollien Schuurman een vierde plaats in de finale, met een tijd van 47,6. Het goud ging naar de Amerikaanse estafetteploeg, die met 47,0 het wereldrecord verbeterde. Het zilver en brons was voor de Canadese en Britse estafetteploegen met finishtijden van respectievelijk 47,0 en 47,6.
Bep du Mée, kantoorbediende, was eerst lid van de Amsterdamse athlethiekvereniging Gymkhana, later lid van de Amsterdamse atletiekvereniging ADA en gehuwd met haar neef, de cabaretier Frans du Mée. In de oorlog trainde zij de Jeugdstorm.

## Persoonlijk record
| Onderdeel | Prestatie | Datum           | Plaats      |
| --------- | --------- | --------------- | ----------- |
| 100 m     | 12,3 s    | 1 augustus 1932 | Los Angeles |